# Parablepisanis
Parablepisanis är ett släkte av skalbaggar. Parablepisanis ingår i familjen långhorningar.
Kladogram enligt Catalogue of Life:
| Parablepisanis | \| \| Parablepisanis feai \| \| \| \| \| \| Parablepisanis mystrocnemoides \| \| \| \| \| \| Parablepisanis rufa \| \| \| \| |
|                | \| \| Parablepisanis feai \| \| \| \| \| \| Parablepisanis mystrocnemoides \| \| \| \| \| \| Parablepisanis rufa \| \| \| \| |
|                | Parablepisanis feai |
|                | |
|                | Parablepisanis mystrocnemoides                                                                                               |
|                | |
|                | Parablepisanis rufa |
|                | |